# Liste von Basketballvereinen in Südafrika
Diese Liste ist eine Aufstellung von Basketballvereinen in Südafrika.
| Verein                    | Logo | Ort                    | Nationale Meisterschaften (BNL) | Premier Basketball League South African National Basketball Championship (seit 2021) | Sportstätte              | Sonstiges und Webadresse        | Beleg  |
| ------------------------- | ---- | ---------------------- | ------------------------------- | ------------------------------------------------------------------------------------ | ------------------------ | ------------------------------- | ------ |
| Cape Town Tigers          |      | Gugulethu, Kapstadt    | 2023                            | 2021, 2022, 2023                                                                     |                          | https://www.capetowntigers.com/ | [ 1 ]  |
| Egoli Magic               |      | Johannesburg, Gauteng  | 2015, 2016, 2019, 2020–21, 2021 |                                                                                      |                          |                                 | [ 2 ]  |
| Jozi Nuggets              |      | Johannesburg           |                                 |                                                                                      | Walter Sisulu Hall       |                                 |        |
| Kwazulu Marlins           |      | Durban, KwaZulu-Natal  | 1997                            |                                                                                      |                          |                                 | [ 3 ]  |
| Limpopo Pride             |      | Limpopo                |                                 |                                                                                      |                          |                                 | [ 4 ]  |
| North West Eagles         |      | North West             |                                 |                                                                                      |                          |                                 | [ 5 ]  |
| Pretoria Heat             |      | Pretoria, Gauteng      |                                 |                                                                                      |                          |                                 | [ 6 ]  |
| Soweto Panthers           |      | Soweto, Gauteng        | 2007, 2018                      |                                                                                      |                          |                                 | [ 7 ]  |
| Tshwane Suns              |      | Tswhane, Gauteng       | 2013, 2014, 2017, 2022          |                                                                                      |                          |                                 | [ 8 ]  |
| Eastern Cape Windbreakers |      | Eastern Cape           |                                 |                                                                                      |                          |                                 | [ 9 ]  |
| Free State Warriors       |      | Free State             |                                 |                                                                                      |                          |                                 | [ 10 ] |
| Mpumalanga Rhinos         |      | Mpumalanga             |                                 |                                                                                      |                          |                                 | [ 11 ] |
| Northern Cape Zebras      |      | Northern Cape          |                                 |                                                                                      |                          |                                 | [ 12 ] |
| Western Cape Mountaineers |      | Kapstadt, Western Cape |                                 |                                                                                      |                          |                                 | [ 13 ] |
| Mandeville                |      | Johannesburg           |                                 |                                                                                      | Mandeville Sport Complex |                                 | [ 6 ]  |

Die Tabelle erhebt keinen Anspruch auf Vollständigkeit.